# Dombach (Emsbach)
Der Dombach ist ein Mittelgebirgsbach im Taunus. Er entspringt im östlichen Hintertaunus südwestlich von Riedelbach und mündet in Erbach von rechts in den Emsbach.

## Geographie

### Verlauf
Die Quelle befindet sich zwischen Dombach und Riedelbach im weitläufigen Waldgebiet, unterhalb der B275. Von der Quelle fließt er talabwärts unterhalb des gleichnamigen Ortes vorbei. Im weiteren Verlauf an der Hubermühle und unterhalb von Schwickershausen weiter in Richtung des Goldenen Grund. In Erbach mündet er in den Emsbach.

### Zuflüsse
- Saalenbach (links), 1,1 km
- Lochwieserbach (links), 1,0 km
- Rossbach (Wolfsgraben) (rechts), 1,5 km
- Langhecker Bach (Bach vom Salzlakerkopf) (rechts), 3,4 km
- Schmalbach[3] [GKZ 25874492] (links), 0,5 km
- Eschbach[4] (rechts), 2,0 km
- Wilbach (rechts), 1,1 km
- Biebersgraben (links), 0,6 km

## Natur und Umwelt
Die Dombachwiesen von Riedelbach und das Obere Dombachtal sind Naturschutzgebiete.

## Bilder

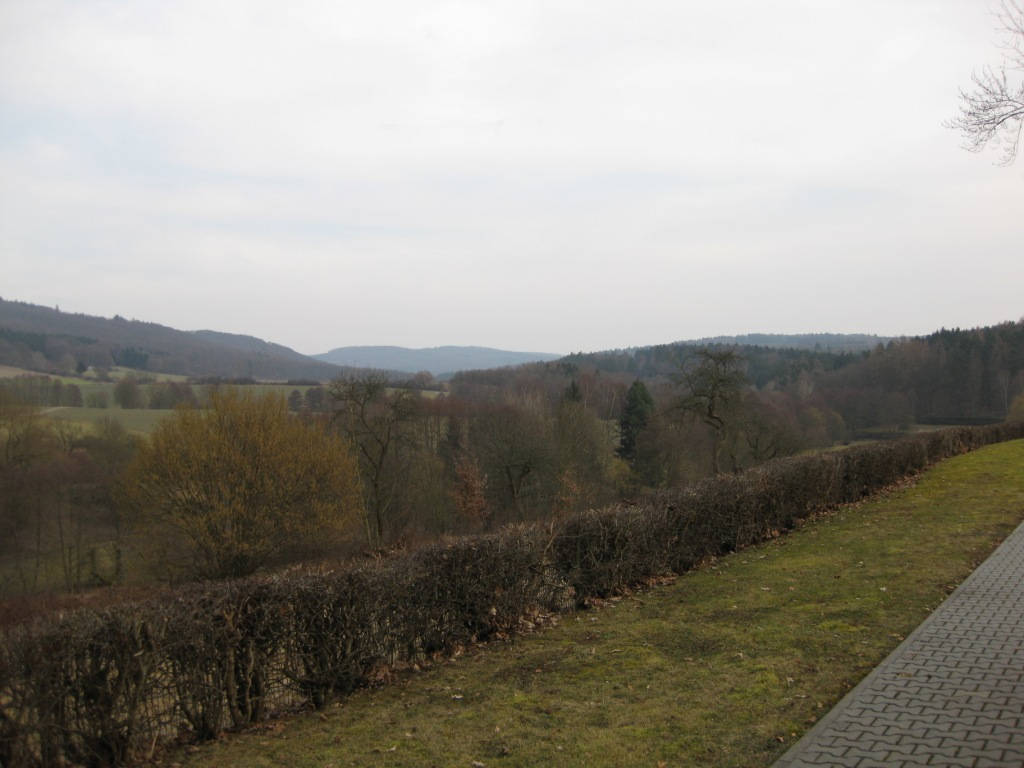
Dombachtal bei Dombach von Westen, im Hintergrund (Bildmitte), die rechte Kuppe der Pfaffenkopf (587 m) und die linke Kuppe der Breiteberg (563 m)
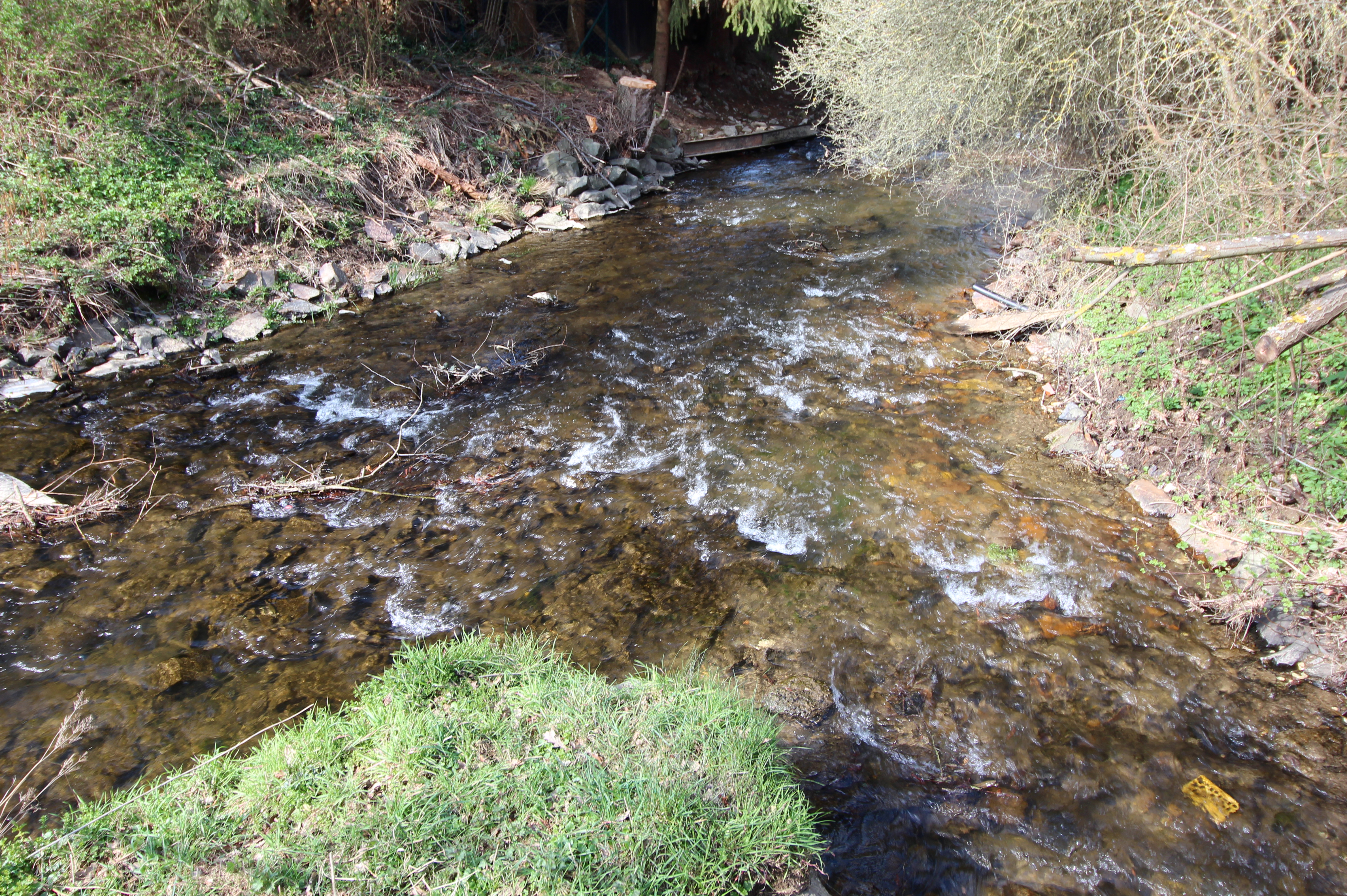
Zufluss des Dombach (rechts) in den Emsbach in Erbach
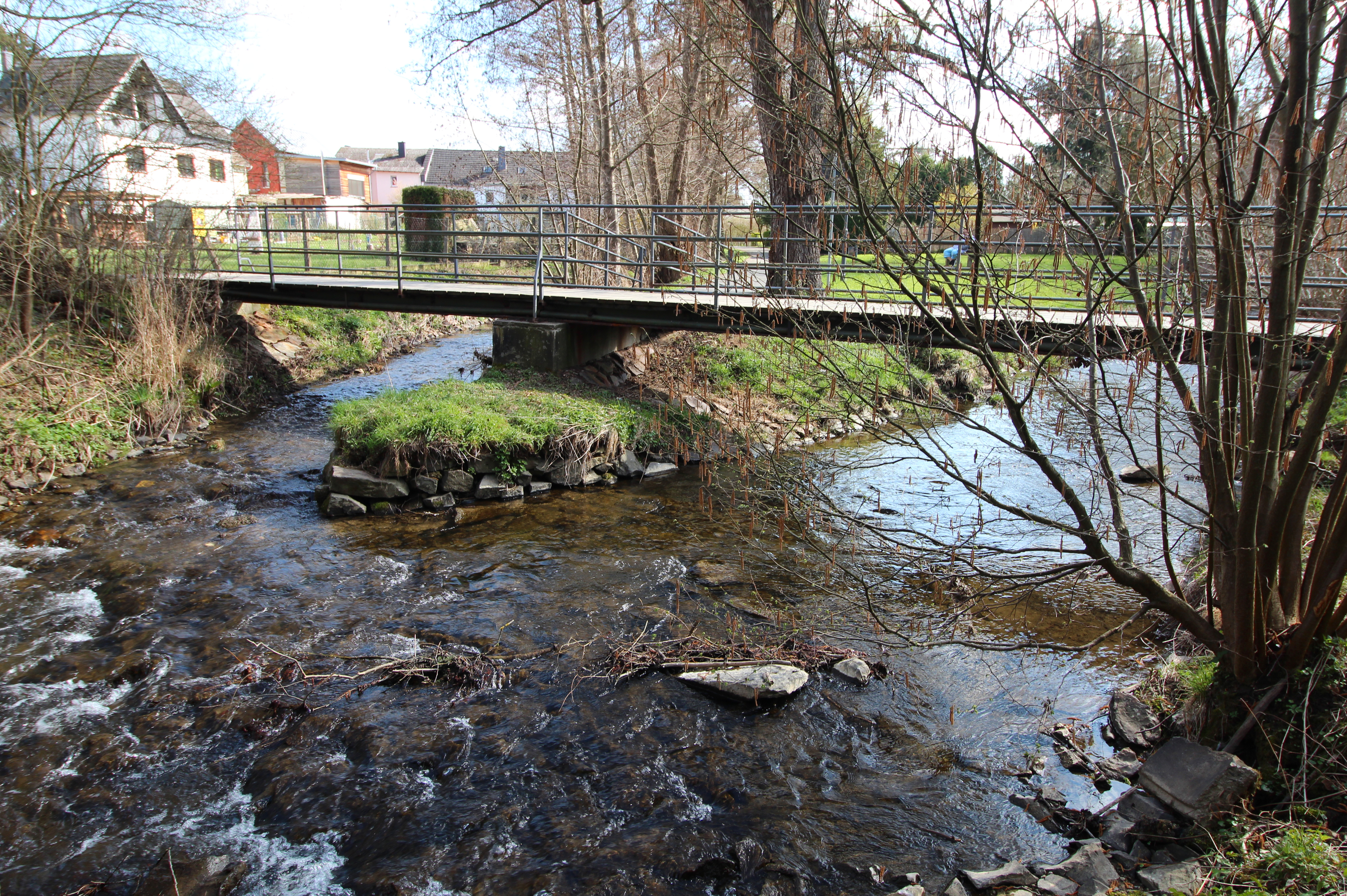
Zufluss des Dombach (links) in den Emsbach in Erbach